# Джей и Молчаливый Боб: Перезагрузка
«Джей и Молчаливый Боб: Перезагрузка» (англ. Jay and Silent Bob Reboot) — американский сатирический комедийный фильм 2019 года, написанный, снятый, смонтированный Кевином Смитом. Сиквел фильма 2001 года «Джей и Молчаливый Боб наносят ответный удар» и восьмой фильм во вселенной View Askewniverse. В фильме также снялись Джейсон Мьюз, а также Брайан О’Хэллоран, Джейсон Ли, Джастин Лонг, Шеннон Элизабет, Розарио Доусон, Вэл Килмер, Мелисса Бенойст, Крейг Робинсон, Томми Чонг, Крис Хемсворт, Мэтт Дэймон и Бен Аффлек.
Фильм был выпущен в прокат сеансами по всей Северной Америке 15 и 17 октября 2019 года и занял второе место в 2019 году (после «Паразита») по средним сборам с одного экрана благодаря продолжающемуся роуд-шоу. «Джей и Молчаливый Боб: Перезагрузка» — это первый фильм, у которого средние сборы с одного экрана превысили $60 000 четыре раза за время его внутреннего проката.

## Сюжет
Джей и Молчаливый Боб (Джейсон Мьюз и Кевин Смит) проиграли суд компании Saban Films, которая снимает новый фильм о Блантмане и Хронике, «Блантман V Хроника». Они также неосознанно отказались от прав на название и больше не могут называть себя «Джей и Молчаливый Боб».
Джей и Боб навещают Броуди Брюса (Джейсон Ли), который рассказывает им о перезагрузке «Блантмена и Хроника», режиссером которого является Кевин Смит. Работа над фильмом в основном завершена, но главная сцена должна быть снята на ежегодном съезде фанатов «Chronic-Con» в Голливуде. У них есть три дня, чтобы добраться до Лос-Анджелеса, чтобы остановить завершение фильма и вернуть свои личности, и вот они снова отправляются в Калифорнию.
В антракте падший ангел Локи (Мэтт Дэймон) нарушает четвертую стену, чтобы рассказать, что он был воскрешен Богом (Аланис Мориссетт) после «Догмы», а затем сообщает, что за прошедшее время он был и актером Мэттом Дэймоном, и шпионом Джейсоном Борном в течение двадцати лет. Возвращаясь к основному сюжету, Джей и Боб сначала приезжают в Чикаго, где Джей видит свою бывшую Джастис (Шеннон Элизабет) — местную метеорологическую службу. Джей и Боб навещают Джастис, которая рассказывает Джею, что он разбил ей сердце, ни разу не навестив ее в тюрьме, что Джей объясняет отсутствием в тюрьме супружеских свиданий. С тех пор она вышла замуж за Реджи (Розарио Доусон) и родила их общего ребенка, Миллениум «Милли» Фолкен (Харли Квинн Смит). Она знакомит Джея с их дочерью и ее лучшей подругой Сопапилой (Трешель Эдмонд), но настоятельно просит его никогда не говорить ей, кто он такой.
Джастис уезжает в отпуск, и Милли заставляет Джея взять ее и Сопапиллу с собой в Голливуд. Накачав Джея и Боба сильным съедобным наркотиком, они просыпаются на шоссе в Новом Орлеане, где встречают двух других друзей Милли, Джихада (Апарна Брайель) и Шань Ю (Элис Вен). Они говорят, что хотят попасть на «Хронику-Кон», так как Шань Юй — большая поклонница первого фильма и ее мечта попасть туда. Украв фургон, они едут в Калифорнию. Милли винит в своем плохом поведении то, что она никогда не знала своего отца.
Джей и Боб покидают группу и отправляются на поиски фургона. Они находят его на пустыре, где Ку-Клукс-Клан похитил девушек и устраивает митинг. Боб крадет капюшон Клана и выдает себя за нового Великого Дракона, чтобы отвлечь их, пока Джей спасает девушек. Они бросают переносной туалет в клановцев и убегают. Джей, Боб и девушки добираются до «Хроник-Кон» и проникают внутрь. Джей и Боб планируют сорвать съемки, а девушки хотят стать статистами, чтобы исполнить мечту Шань Ю. Согласившись расстаться, Джей обнимает Милли и дает ей понять, что гордится ею.
После попытки проскользнуть мимо знакомого охранника (Дидрих Бадер), Джея и Боба преследуют по всему конгрессу. Они прячутся в пустом зале, где их встречает Холден МакНил (Бен Аффлек), который только что закончил запись подкаста с Алиссой Джонс (Джоуи Лорен Адамс). Холден сдал свою сперму Алиссе и ее жене (Вирджиния Смит), чтобы у них родился ребенок, которого он помогает воспитывать совместно. Холден говорит Джею, что отцовство дало ему новую цель. Это вдохновляет Джея прервать миссию и стать отцом для Милли. Холден дарит им VIP-бейджи, которые дают ему и девочкам доступ на панель с Кевином Смитом.
Заметив, что Боб похож на Смита, Милли пробирается за кулисы и вырубает Смита, отдав одежду Смита Бобу в качестве маскировки. Они выводят Милли и Шань Ю на сцену, чтобы снять сцену, но Шань Ю, поняв это, вырубает Боба без сознания и выводит настоящего Кевина Смита. Шань Ю оказывается русской шпионкой, желающей разрушить американские конвенции поп-культуры. Джей говорит Милли, что он ее отец. Боб приходит в себя на улице и надевает большой металлический костюм «Железного Боба», который должен был использоваться при съемках сцены. Управляя костюмом, Боб устраивает беспорядки на панели и обезвреживает Шань Юй и ее приспешников.
Вернувшись домой, Джей показывает Милли «Быструю остановку» и рассказывает ей истории о своих приключениях с Бобом, включая встречу с Джастис. Данте Хикс (Брайан О’Халлоран) приходит открывать «Квик Стоп» и сетует на то, что стальные ставни снова заклинило.
В финальной сцене Джей рассказывает Милли, что последние двадцать пять лет они с Бобом разыгрывали Данте, засовывая в замки жвачку.

## В ролях
| Актёр              | Роль                                                                  |
| ------------------ | --------------------------------------------------------------------- |
| Джейсон Мьюз       | Джей / Хроник                                                         |
| Кевин Смит         | молчаливый Боб/ Пыхарь / в роли самого себя                           |
| Харли Квин Смит    | Миллениум «Милли» Фолкен — потерянная дочь Джея и член девичьей банды |
| Апарна Бриэль      | Джихад — член девичьей банды                                          |
| Шэннон Элизабет    | Джастис                                                               |
| Брайан О’Халлоран  | Данте Хикс / Грант Хикс                                               |
| Джейсон Ли         | Броди Брюс                                                            |
| Джой Лорен Адамс   | Алисса Джонс                                                          |
| Дженнифер Швалбах  | Мисси                                                                 |
| Трешель Эдмонд     | Мыльце — член девичьей банды                                          |
| Элис Вен           | Шан Ю — член девичьей банды                                           |
| Крэйг Робинсон     | судья                                                                 |
| Джо Манганьелло    | судебный пристав #1                                                   |
| Джордан Монсанто   | судебный пристав #2                                                   |
| Фрэнки Шоу         | прокурор                                                              |
| Джастин Лонг       | адвокат Джея и молчаливого Боба                                       |
| Кид Кади           | офицер полиции                                                        |
| Джейсон Биггз      | в роли самого себя                                                    |
| Джеймс ван дер Бик | в роли самого себя                                                    |
| Доннел Роулингз    | капитан                                                               |
| Дэвид Дастмалчян   | офицер спецназа                                                       |
| Кейт Микуччи       | клерк в «Муби»                                                        |
| Дидрих Бадер       | Гордон — неугомонный охранник                                         |
| Джозеф Д. Рейтман  | помощник режиссёра фильма «Пыхарь и Хроник»                           |
| Мелисса Бенойст    | Хроник женщина / в роли самой себя                                    |
| Крис Вуд           | в роли самого себя                                                    |
| Вэл Килмер         | Пыхарь / в роли самого себя                                           |
| Бен Аффлек         | Холден МакНейл                                                        |
| Мэтт Деймон        | Локи                                                                  |
| Фред Армисен       | таксист                                                               |

Также в эпизодических ролях в фильме появились Ральф Гарман, Грант Гастин, Том Кавана, Method Man, Redman, Крис Джерико, Марк Бернардин, Николас Кейдж, Молли Шеннон, Скотт Мосье, Крис Хемсворт, Розарио Доусон, Адам Броди, Дэн Фоглер, Томми Чонг, Брайан Куинн, Карруче Тран и Роберт Киркман.

## Производство
После «Клерков 2» часто появлялись новости о других фильмах, которые должны были быть выпущены в View Askewniverse; среди них были «Клерки 3» и «Лоботрясы 2». В 2017 году Кевин Смит подтвердил, что эти проекты были отменены по ряду причин, но сообщил, что написал новый фильм с Джеем и Молчаливым Бобом в главных ролях под названием «Джей и Молчаливый Боб: Перезагрузка». На момент объявления сценарий был уже готов, и было заявлено, что продюсировать его будет компания Miramax. 25 января 2019 года было объявлено, что Saban Films приобрела права на распространение фильма в США и Канаде, а Universal Pictures Home Entertainment приобрела все права на международное распространение. Это первый фильм во вселенной View Askewniverse, продюсером которого не является Скотт Мосье, и первый фильм во вселенной View Askewniverse после Mallrats, продюсерами которого не являются Харви и Боб Вайнштейны.
Первоначально съемки должны были начаться в середине 2017 года, затем были перенесены на август 2018 года, затем на ноябрь того же года. После различных задержек съемки наконец начались 25 февраля 2019 года в Новом Орлеане ровно через год после того, как Смит перенес обширный и почти смертельный сердечный приступ.
Во время съемок фильма Смит выпускал еженедельный документальный фильм под названием «Дорога к перезагрузке», показывая, что снимается на той или иной неделе. Производство завершилось 27 марта 2019 года после 21 дня съемок, то есть столько же дней, сколько понадобилось Смиту, чтобы снять свой первый фильм «Клерки» 26 годами ранее.
Мьюз и Смит получили главные роли еще во время анонса фильма. Писатель Стэн Ли был первоначально заявлен на роль самого себя в фильме в июле 2017 года, но в связи с его смертью 12 ноября 2018 года, вместо этого ему была отдана дань уважения в фильме в магазине комиксов Броди Брюса, а также он появился в средних титрах на архивных кадрах. Фильм также был посвящен его памяти. Первоначально третий акт фильма должен был вращаться вокруг Ли, с его расширенным выступлением в качестве главного героя; однако, поскольку основные съемки фильма начались только через три месяца после смерти Ли, весь третий акт сценария был переписан и основан на неиспользованном черновике из «Лоботрясов 2».
Бен Аффлек изначально не принимал участия в работе над фильмом. Когда Аффлека спросили в интервью, получил ли он приглашение на «Перезагрузку», он ответил: «Ваше предположение так же хорошо, как и мое». Узнав об этом интервью, Смит связался с Аффлеком и написал сцену для персонажа Аффлека Холдена МакНила из его фильма 1997 года «В погоне за Эми».

## Приём
«Джей и Молчаливый Боб: Перезагрузка» получил смешанные отзывы зрителей и критиков. На сайте-агрегаторе рецензий Rotten Tomatoes фильм имеет рейтинг одобрения 64 % на основе 42 рецензий со средним баллом 6,30/10. Консенсус критиков сайта гласит: «Ориентированный на фанатов до предела, „Джей и Молчаливый Боб: Перезагрузка“ пытается высмеять ностальгию той же аудитории, на которой он работает — и делает это достаточно часто, чтобы удовлетворить верующих.» На сайте Metacritic фильм получил средневзвешенный балл 46 из 100 на основе 7 критиков, что означает «смешанные или средние отзывы».
Пол Шири из JoBlo.com поставил фильму оценку 8/10 и заявил: «Поскольку комедия настолько исключительно субъективна, а этот фильм так явно привязан к определенной нише, я могу оценить его только как полностью пристрастный поклонник Смита, даже если некоторые из его фильмов никогда не работали для меня, в то время как другие затронули мой кинематографический нерв. Как комедия в духе Кевина Смита/Джея и Молчаливого Боба с большим количеством смеха и сердца, этот фильм „Вид наискосок“ относится к числу его лучших работ и закрепил мою решимость с удовольствием пересмотреть этих чудаковатых парней из Джерси еще через десятилетие или около того».
Пишущий для The A.V. Club Игнатий Вишневецкий назвал эту часть «грубой и ленивой», поставив ей D+ за грубый юмор и охарактеризовав сюжет как «череду грубо затянутых каламбуров, болезненно подмигивающих самоотсылок и неубедительных, вялых режиссерских камео».